# Vítězslav Tuma
Vitězslav Tuma (Nový Jičín, 4 luglio 1971) è un ex calciatore ceco, di ruolo attaccante.

## Palmarès

### Individuale
- Capocannoniere della Druhá liga: 1

1997-1998 (19 gol)
- Capocannoniere della 1. liga: 1

2000-2001 (15 gol)